# 3919-es busz
A 3919-es jelzésű autóbuszvonal Sátoraljaújhely és környéke egyik regionális autóbusz-járata, melyet a Volánbusz Zrt. lát el a város és Felsőberecki között.

## Közlekedése
A járat a Borsod-Abaúj-Zemplén vármegyei sátoraljaújhelyi járás székhelyének, Sátoraljaújhelynek a forgalmas vasútállomását köti össze a Bodrog túlpartján található Felsőbereckivel, Alsóberecki érintésével. Feltárja mindkét kistelepülést, illetve vasúti csatlakozást vesz és ad a már említett állomáson. Egy reggeli indítása a város nagy részét feltárja, a többi indítás viszont egyből a végállomás felé megy. Csak hétköznap közlekedik, tulajdonképpeni betétjárata az egész héten közlekedő, Cigándig, Ricséig közlekedő járatoknak.

## Megállóhelyei
| 0  | Sátoraljaújhely, vasútállomás végállomás | 13 | 1449, 3729, 3870, 3881, 3900, 3901, 3903, 3905, 3907, 3909, 3920, 3923, 3924, 3925, 3929, 3930 személyvonat, sebesvonat, IC |
| 1  | Sátoraljaújhely, Kossuth utca 33.; 40.   | 12 | 3870, 3871, 3900, 3901, 3903, 3905, 3907, 3909, 3920, 3923, 3925, 3929                                                      |
| 2  | Sátoraljaújhely, Hősök tere              | 11 | 3870, 3871, 3900, 3901, 3903, 3905, 3907, 3909, 3920, 3923, 3925, 3929                                                      |
| ∫  | Sátoraljaújhely, Vasvári Pál utca        | 10 | 3870, 3900, 3901, 3903, 3905, 3907, 3920, 3929, 3930                                                                        |
| 3  | Sátoraljaújhely, Szlovák iskola          | 9  | 3909, 3920 |
| 4  | Sátoraljaújhely, Vasvári Pál utca        | 8  | 3870, 3900, 3901, 3903, 3905, 3907, 3920, 3929, 3930                                                                        |
| 5  | Sátoraljaújhely, VOLÁN-telep bejárati út | 7  | 3920, 3924, 3925 |
| 6  | Felsőberecki, rév                        | 6  | 3920, 3923, 3924, 3925 |
| 7  | Alsóberecki, Petőfi utca                 | 5  | 3920, 3923, 3924, 3925 |
| 8  | Alsóberecki, autóbusz-váróterem          | 4  | 3920, 3923, 3924, 3925 |
| 9  | Alsóberecki, iskola                      | 3  | 3920, 3925 |
| 10 | Alsóberecki, Petőfi utca 34.             | 2  | 3920, 3925 |
| 11 | Felsőberecki, Kossuth utca 97.           | 1  | 3920, 3925 |
| 12 | Felsőberecki, községháza végállomás      | 0  | 3920, 3925 |